# Thomas Gray

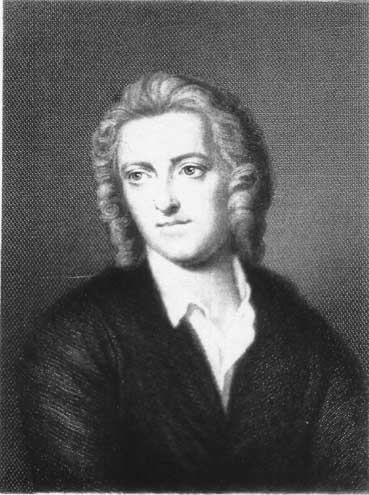
Thomas Gray

Thomas Gray (* 26. Dezember 1716 in London; † 30. Juli 1771 in Cambridge) war ein englischer Dichter, Gelehrter und Briefeschreiber. Als einer der wichtigsten Vertreter der Graveyard Poets entwickelte Gray die Lyrik seines Kollegen Edward Young weiter. 

## Leben
Thomas Gray wurde in London geboren und lebte bei seiner Mutter, nachdem diese ihren gewalttätigen Ehemann, einen Geschäftsmann, verlassen hatte. Gray wurde in Eton erzogen und immatrikulierte sich als Student am Peterhouse, Cambridge. In Eton freundete er sich mit dem späteren Dichter und Gutsbesitzer Richard Owen Cambridge und dem bereits früh verstorbenen Richard West, Sohn des Lordkanzlers von Irland Richard West, an.  Später wechselte er ans Pembroke College, Cambridge. Als Schüler lernte er Horace Walpole kennen, den er in den Jahren 1739 bis 1741 auf dessen Grand Tour durch Mitteleuropa begleitete.
Gray verbrachte den Großteil seines Lebens als Gelehrter in Cambridge. Obwohl er ein relativ unproduktiver Dichter war (seine zu Lebzeiten veröffentlichten Werke umfassen weniger als 1.000 Zeilen), war er doch neben William Collins (1721–1759) die herausragende englische Dichtergestalt der Mitte des 18. Jahrhunderts. 1757 wurde ihm der Posten des Poet Laureate angeboten, den er ablehnte. Im Jahr 1768 übernahm er als Nachfolger von Lawrence Brockett (1724–1768) dessen Lehrstuhl für Geschichte und moderne Sprachen, den Regius Professor of Modern History, in Cambridge, hielt dort aber nie Vorlesungen.

## Werk
Als Prosaschriftsteller wurde er bekannt durch Tagebücher seiner Reisen durch Italien (1741) und den Lake District (1775). Berühmt wurde jedoch seine Elegy Written in a Country Church-yard (1751). Das Gedicht gilt als das repräsentative Gedicht der englischen Empfindsamkeit und nach wie vor als eines der populärsten und am häufigsten zitierten Gedichte der englischen Sprache. Gray schuf es höchstwahrscheinlich anlässlich eines Besuchs auf dem Friedhof von Stoke Poges, Buckinghamshire, arbeitete jedoch seit 1842 fast acht Jahre an der – ungeachtet ihrer Volkstümlichkeit – äußerst komplexen Struktur der Elegy, die mit ihren 32 vierzeiligen Strophen (quatrains) klassizistische Form- und Ausdruckselemente mit romantischen Einstellungen und Empfindungen verbindet. Mit seiner eindringlichen Beschwörung des ins Dämmerlicht getauchten Landfriedhofs gelang es Gray nicht nur, einem neuen Naturempfinden einen bildhaften Ausdruck zu verleihen, sondern ebenso das intensive Mitempfinden mit den unbekannten Toten auf dem Friedhof in poetischer Form zu artikulieren. Der Schlussteil des Gedichtes führt zugleich kunstvoll in die Bereiche des Subjektiv-Innerlichen, indem der Dichter sich durch Projektion zu den Toten des Friedhofs gesellt und sich selbst in Form eines Epitaphs in die Elegie aufnimmt. Bereits wenig später erschien mit Contemplation (1753) von Richard Gifford die erste erfolgreiche Nachahmung des Gedichts, das selbst an John Miltons Il pensieroso erinnert. Auch in anderen Ländern war das Gedicht einflussreich; so markiert die 1802 erschienene Übersetzung von Wassili Schukowski den Beginn der russischen Romantik.
In dem Gedicht verschmolz er traditionelle poetische Formen und Diktion mit neuen Themen und Ausdrucksmitteln und kann so als klassizistisch geprägter, jedoch weniger strenger und äußerst experimentierfreudiger Wegbereiter der englischen Romantik gelten.
William Wordsworth würdigte ihn im Preface seine Lyrical Ballads (1798), Samuel Taylor Coleridge im 18. Kapitel seiner Biographia Literaria (1817).
Der US-amerikanische Regisseur Wes Anderson zitiert in seinem Film Rushmore (1998) den Dichter Gray mit der Inschrift eines Grabsteins: „The Paths of Glory Lead but to the Grave.“

## Werke
- Ode on the Death of a Favourite Cat, Drowned in a Tub of Gold Fishes. (1748)
- Elegy Written in a Country Church-yard. (1751)
- The Fatal Sisters. (1761)
- The Descent of Odin. (1761)